# 南太平洋脂䲁
南太平洋脂䲁（學名：Labrisomus fernandezianus），為輻鰭魚綱䲁形目脂䲁科脂䲁屬的一個種，分布於東南太平洋智利胡安費南德斯群島海域，棲息在海藻生長的岩石區，生活習性不明。